# 1261년

## 연호
- 남송(南宋) 경정(景定) 2년
- 몽골 중통(中統) 2년
- 일본(日本) 분오(文応) 2년 / 고초(弘長) 원년
- 쩐 왕조(陳朝) 티에우롱(紹隆) 4년

## 기년
- 남송(南宋) 이종(理宗) 37년
- 고려(高麗) 원종(元宗) 2년
- 몽골 쿠빌라이 칸 2년
- 쩐 왕조(陳朝) 성종(聖宗) 4년

## 사망
- 고려(高麗)의 태자(太子) 신안공(新安公)